# Gvorrsjön
Gvorrsjön är en sjö i Nordmalings kommun i Ångermanland och ingår i Öreälvens huvudavrinningsområde. Sjön har en area på 0,535 kvadratkilometer och ligger 65 meter över havet. Sjön avvattnas av vattendraget Gvorrsjöbäcken.

## Delavrinningsområde
Gvorrsjön ingår i det delavrinningsområde (707365-168955) som SMHI kallar för Utloppet av Gvorrsjön. Medelhöjden är 97 meter över havet och ytan är 3,86 kvadratkilometer. Räknas de 2 avrinningsområdena uppströms in blir den ackumulerade arean 38,9 kvadratkilometer. Gvorrsjöbäcken som avvattnar avrinningsområdet har biflödesordning 2, vilket innebär att vattnet flödar genom totalt 2 vattendrag innan det når havet efter 29 kilometer. Avrinningsområdet består mestadels av skog (74 procent). Avrinningsområdet har 0,53 kvadratkilometer vattenytor vilket ger det en sjöprocent på 13,8 procent.